# Peptidimpfstoff
Ein Peptidimpfstoff ist ein Impfstoff, dessen Antigene Peptide sind.

## Eigenschaften
Synthetische Peptidimpfstoffe besitzen im Vergleich zu anderen Impfstoffen ein geringeres Risiko einer Erkrankung durch Kontaminationen mit Pathogenen des Menschen. Weiterhin kann im Gegensatz zu einer Isolierung eines Pathogens und dessen Inaktivierung (bei inaktivierten Impfstoffen oder Spaltimpfstoffen) oder zu einer Attenuierung (bei Lebendimpfstoffen) herstellungsbedingt keine Infektion mit dem Pathogen auftreten. Die Immunogenität ist jedoch im Vergleich zu den anderen Impfstoffen geringer, weshalb vergleichsweise größere Mengen an Peptidimpfstoffen oder Adjuvantien eingesetzt werden.

## Aufbau
Ein Peptidimpfstoff wird durch Peptidsynthese oder als rekombinantes Protein in Zellkulturen erzeugt. In seiner Aminosäuresequenz enthält ein Peptidimpfstoff ein typisches Epitop für B-Zellen des jeweiligen Pathogens und ein Epitop für T-Helferzellen, das von möglichst vielen MHC II-Varianten der T-Helfer-Zellen gebunden wird. Teilweise werden als Epitope auch Mimotope eingesetzt. Peptide kleiner als fünfzehn Aminosäuren sind – wie auch andere Haptene – als kleine Moleküle vergleichsweise wenig immunogen, weshalb kurze Peptide meist an ein körperfremdes, immunstimulierendes Protein gekoppelt werden, wodurch ein Konjugatimpfstoff entsteht. Dieses Trägerprotein ist so gewählt, dass es eine möglichst geringe Immunreaktion gegen sich induziert und eventuell ein Epitop für T-Helfer-Zellen aufweist.